# Чермак, Леош
Леош Чермак (чеш. Leoš Čermák; 13 марта 1978, Тршебич, Чехословакия) — чешский хоккеист, центральный нападающий. Выступал в КХЛ за команды «Салават Юлаев», «Сибирь» и «Торпедо Нижний Новгород».

## Карьера
Леош Чермак является воспитанником клуба «Тршебич». В Экстралиге дебютировал в 2000 году за пражскую «Славию». В Чехии также играл за команды «Витковице» и «Били Тигржи». 4 года отыграл в России: сезон 2002/03 в российской суперлиге за новосибирскую «Сибирь» и сезоны 2008—2011 в КХЛ за «Салават Юлаев», «Торпедо Нижний Новгород» и «Сибирь». С сезона 2011/12 играет за «Комету». 5 раз становился призёром чешского чемпионата в составе «Кометы», в том числе в 2017 и 2018 годах в качестве капитана приводил команду к золотым медалям. Всего в коллекции Чермака 8 медалей чемпионата Чехии (2 золота, 3 серебра и 3 бронзы).
В начале июля 2019 года объявил о завершении карьеры.
В 2002 году дебютировал за сборную Чехии. Также выступал за сборную на этапах Евротура с 2006 по 2009 год.

## Достижения
Чемпион Экстралиги 2017 и 2018
 Серебряный призёр Экстралиги 2002, 2012 и 2014
 Бронзовый призёр Экстралиги 2005, 2007 и 2015

## Статистика
- Чешская экстралига — 823 игры, 401 очко (195+206)
- Чемпионат России/КХЛ — 183 игры, 75 очков (36+39)
- Чешская первая лига — 104 игры, 58 очков (34+24)
- Сборная Чехии — 33 игры, 20 очков (11+9)
- Европейский трофей — 18 игр, 12 очков (7+5)
- Лига чемпионов — 12 игр, 7 очков (5+2)
- Всего за карьеру — 1173 игры, 573 очка (288+285)